# Hormosinoidea
Hormosinoidea, tradicionalmente denominada Hormosinacea, es una superfamilia de foraminíferos del Suborden Hormosinina y del Orden Lituolida. Su rango cronoestratigráfico abarca desde el Ordovícico hasta la Actualidad.

## Discusión
Clasificaciones previas incluían Hormosinoidea en el Suborden Textulariina o en el Orden Lituolida.

## Clasificación
Hormosinoidea incluye a las siguientes familias:
- Familia Aschemocellidae
- Familia Hormosinidae
- Familia Dusenburyinidae
- Familia Glaucoamminidae
- Familia Kunklerinidae
- Familia Reophacidae

Otras familias asignado a Hormosinoidea y clasificadas actualmente en otras superfamilias son: 
- Familia Telamminidae, ahora en la Superfamilia Psammosphaeroidea
- Familia Thomasinellidae, ahora en la Superfamilia Textularioidea
- Familia Cribratinidae, ahora en la Superfamilia Haplophragmioidea